# Why Go
«Why Go» es la cuarta canción de Ten, álbum debut del grupo Pearl Jam. La canción fue una de las más tocadas en concierto durante sus primeros años, antes de ser reemplazada. Para la gira de 2006, la canción ha vuelto a aparecer de manera constante en sus conciertos.

## Significado de la letra
En las notas del álbum Ten aparece Vedder dedicando la canción a una chica llamada Heather. En una entrevista, Vedder agregó:
"La canción 'Why Go'... fue escrita acerca de una chica en particular de Chicago quien... Supongo que su madre, la sorprendió fumando hierba o algo. Ella tendría alrededor de 13 años y ella estaba bien. Creo que su madre lo siguiente que pensó fue, ya sabes, esta muchachita debe ir a un hospital. Se la llevaron y estuvo fuera un largo tiempo. Ella fue muy fuerte ya que ella se negó a aceptar muchas de las acusaciones de que había hecho cosas terribles cuando ella en realidad no había hecho nada... estuvo hospitalizada por dos años".